# القابل
شهرستان قابل (به عربی:  ولایة القابل) یکی از شهرستانهای منطقه شرقی در کشور پادشاهی عمان است.

## جمعیت
جمعیت آن در حدود ۱۱۹۵۷ هزار نفر می‌باشد.